# Aligator american
Aligatorul american  (Alligator mississippiensis) este cea mai mare reptilă din emisfera vestică. Are o lungime de până la 5,5 m și o greutate de până la 500 kg. Este asemănător crocodilului.

## Hrană
Principala sursă de hrană o constituie animalele de talie mică, dar poate ucide și mânca animale mari (spre exemplu căprioare), păsări, pești și reptile. Când este însă iritat, poate ataca și omul.

## Vânătoare
În 1967 a devenit specie protejată, din cauza vânatului excesiv. Efectivul aligatorilor a crescut în 20 de ani până la aproximativ 800.000 de exemplare. Se permite vânătoarea lor pentru controlul numărului.

## Respirație
Aligatorul are respirație pulmonară, adică respiră prin plămâni.

## Alcătuirea corpului
Corpul este alcătuit din cap, trunchi, membre și coadă.

## Locomoție
Aligatorul precum crocodilul înoată prin apă, dar pe uscat se mișcă la fel de bine, târându-se.

## Legături externe
- Crocodilian Online Arhivat în 8 iulie 2011, la Wayback Machine.